# Consiliu consultativ
Consiliul consultativ (numit și comitet consultativ) este un organ care oferă consultanță strategică non-obligatorie conducerii unei corporații, unei organizații sau unei fundații. Natura informală a unui consiliu consultativ oferă o mai mare flexibilitate în structura și gestionarea față de consiliul de administrație. Spre deosebire de consiliul de administrație, consiliul consultativ nu are autoritatea de a vota în chestiuni corporatiste sau de a purta responsabilități fiduciare legale. Multe întreprinderi noi sau mici aleg să aibă consilii consultative pentru a beneficia de cunoștințele altora, fără costuri sau formalități ale consiliului de administrație.

## Funcție
Funcția unui consiliu consultativ este de a oferi asistență întreprinderilor, de la marketing, la managementul resurselor umane, pentru a influența direcția autorităților de reglementare. Consiliile consultative sunt compuse din experți care oferă consultanță inovatoare și perspective dinamice. La întâlnirile trimestriale sau bianuale, consiliile pot oferi direcții strategice, ghidează îmbunătățirea calității și evaluarea eficacității programului.
Întreprinzătorii, în special din companiile începătoare sau din întreprinderile mici, pot să nu dorească să-și împartă controlul asupra afacerii lor prin înființarea unui consiliu de administrație cu responsabilități și autorități formale. Astfel, un consiliu consultativ poate fi o soluție mai potrivită pentru antreprenorii care doresc să aibă acces la consultanță și rețele de înaltă calitate din industrie.
Consiliile consultative pot fi implementate în diverse domenii, inclusiv știința, medicina, tehnologia, politica editorială, participarea cetățenilor și alte subiecte.

### Rolurile și responsabilitățile membrilor consiliului consultativ
- dezvoltă abilități pentru noile  tendințe în afaceri, pe piață și în industrie;
- oferă "sfaturi înțelepte" în soluționarea problemelor iscate de proprietari/directori sau de conducere;
- oferă puncte de vedere neutre, imparțiale (care să nu împedice în funcționarea afacerii);
- încurajează și oferă suport în identificarea și promovarea noilor idei în afaceri;
- acționează ca o resursă pentru directori;
- oferă platforme de rețele sociale pentru directori și companie;
- încurajează dezvoltarea cadrului de conducere care să permită creșterea durabilă a companiei;
- monitorizează performanțele în afaceri;
- se impune, provoacă directorii și conducerea în prcesul de menșinere și îmbunătățire a afacerii.[3]

## Motive pentru crearea unui consiliu consultativ
Principalul motiv pentru a crea un consiliu consultativ este de a căuta expertiză în afara companiei. Membrii consiliului consultativ ar trebui să ofere companiei cunoștințe, înțelegere și gândire strategică a industriei sau a conducerii companiei. 
Companiile ar trebui să caute membri ai consiliilor consultative ale căror calități să completeze consiliul existent de directori și să nu mascheze lacune în cunoștințele sau abilitățile din consiliul principal. Un consiliu consultativ consolidează consiliul existent, dar nu intervine cu autoritățile consiliului existent.  Bill Emmott, fostul redactor al The Economist, de asemenea membru al consiliului de administrație, a spus odată: „Consiliile consultative sunt acolo pentru a acorda atenție sau, uneori, pentru provocarea cercetării și a activității de informații făcute în cadrul companiei, evitând astfel gândirea de grup și orientarea spre imaginea problemei.”

## Crearea și funcționarea unui consiliu consultativ
Există două întrebări cheie care trebuie adresate atunci când se creează și funcționează un consiliu consultativ. Prima întrebare este cine încearcă să obțină ceea ce are de la un consiliu consultativ. A doua întrebare este cum ar trebui să se desfășoare activitatea comitetului. Următoarele aspecte trebuie abordate.

### Mandat
Tipul membrilor consiliului consultativ ar trebui să fie determinat de natura a ceea ce se dorește și se așteaptă de la întreprindere. Membrii consiliului consultativ ar trebui să aibă cunoștințe distincte cu privire la diferite aspecte ale afacerilor, cum ar fi marketingul, dezvoltarea produselor, tehnici de vânzări care sunt utile directorilor.

### Obiectiv
Comitetul consultativ trebuie să stabilească în ce direcție se află comitetul, indiferent dacă este vorba despre un accent larg sau unul îngust asupra unei caracteristici specifice de produs. Persoanele din consiliul consultativ ar trebui să împărtășească un obiectiv comun sau interese similare.

### Mărimea
Mărimea unui consiliu consultativ influențează eficiența furnizării informațiilor și eficacității permanente a organizării reuniunilor consiliului de administrație.

### Organizarea întâlnirii și frecvența
Funcționarea unei comisii consultative este afectată în mod semnificativ de cât de eficient sunt organizate și dirijate activitățile grupului. O întâlnire fixă ar trebui să aibă loc în mod regulat (lunar, anual sau de altă natură), iar membrii consiliului consultativ trebuie să fie bine informați cu privire la scopul și informațiile de bază ale reuniunii pentru a le oferi sfaturi valoroase.

### Termen de apartenență
Membrii consiliului consultativ ar putea fi numiți în termeni specifici, adică unul, doi sau trei ani, astfel încât să îi asigure angajamentul activ față de companie și să îi împiedice să se confrunte prea mult cu pozițiile lor.

### Compensație
Membrii consiliului consultativ servesc o întreprindere pentru o serie de motive, de la loialitate personală până la compensație directă.